# Задача зі щасливим кінцем

Задача зі щасливим кінцем: будь-яка множина з п'яти точок містить вершини опуклого чотирикутника.

Задача зі щасливим кінцем — твердження про те, що будь-яка множина з п'яти точок на площині в загальному положенні має підмножину з чотирьох точок, які є вершинами опуклого чотирикутника.

## Історія
Цей результат комбінаторної геометрії названий Палом Ердешем «задачею зі щасливим кінцем», оскільки розв'язування проблеми завершилося весіллям Дьйордь Секереш і Естер Клейн (угор. Eszter Klein). Відома також як «теорема Ердеша — Секереша про опуклі багатокутники».
Узагальнення результату на довільне число точок є предметом інтересу математиків XX і XXI століть.

## Доведення
Якщо не менше чотирьох точок утворюють опуклу оболонку, як опуклий чотирикутник можна вибрати будь-який набір з чотирьох точок оболонки. В іншому випадку є трикутник і дві точки всередині нього. Пряма, що проходить через дві внутрішні точки, в силу загального положення точок не перетинає одну зі сторін трикутника. Вершини цієї сторони і дві внутрішні точки утворюють опуклий чотирикутник.

## Багатокутники з довільним числом вершин
Ердеш і Секереш узагальнили цей результат на довільне число точок, що є оригінальним розвитком теорії Рамсея. Вони також висунули «гіпотезу Ердеша — Секереша» — точну формулу для максимального числа вершин опуклого багатокутника, який обов'язково існує у множині з заданого числа точок у загальному положенні.

Вісім точок у загальному положенні для яких немає опуклого п'ятикутника.

В (Erdős та Szekeres, 1935) доведено таке узагальнення: для будь-якого натурального {\displaystyle N}, будь-яка досить велика множина точок у загальному положенні на площині має підмножину {\displaystyle N} точок, які є вершинами опуклого багатокутника. Це доведення з'явилося в тій самій статті, де доводиться теорема Ердеша — Секереша про монотонні підпослідовності в числових послідовностях.

## Розмір множини як функція числа вершин багатокутника
Нехай {\displaystyle f(N)} позначає мінімальне {\displaystyle M}, Для якого будь-яка множина з {\displaystyle M} точок у загальному положенні містить опуклий {\displaystyle N}-кутник. Відомо що:
- {\displaystyle f(3)=3}, очевидно.
- {\displaystyle f(4)=5}, довела Естер Секереш.
- {\displaystyle f(5)=9}, згідно з (Erdős та Szekeres, 1935) це першим довів Е. Макао; перше опубліковане доведення з'явилося в (Kalbfleisch, Kalbfleisch та Stanton, 1970) Множина з восьми точок, що не містить опуклого п'ятикутника, на ілюстрації показує, що {\displaystyle f(5)>8}; складніше довести, що будь-яка множина з дев'яти точок у загальному положенні містить опуклий п'ятикутник.
- {\displaystyle f(6)=17}, це було доведено в (Szekeres та Peters, 2006). У роботі реалізовано скорочений комп'ютерний перебір можливих конфігурацій з 17 точок.
- Значення {\displaystyle f(N)} невідомі для {\displaystyle N>6}.

## Гіпотеза Ердеша— Секереша про мінімальне число точок
Виходячи з відомих значень {\displaystyle f(N)} для {\displaystyle N=3,4,5}, Ердеш і Секереш припустили, що:
{\displaystyle f(N)=1+2^{N-2}} для всіх {\displaystyle N}.
Ця гіпотеза не доведена, але відомі оцінки зверху і знизу.

## Оцінки швидкості ростуf(N){\displaystyle f(N)}
Конструктивною побудовою автори гіпотези зуміли пізніше довести оцінку знизу, що збігається з гіпотетичною рівністю:
{\displaystyle f(N)\geq 1+2^{N-2}}, (Erdős та Szekeres, 1961)
Проте найкраща відома оцінка зверху при {\displaystyle N\geq 7} не є близькою:
{\displaystyle f(N)\leq {2N-5 \choose N-2}+1=O\left({\frac {4^{N}}{\sqrt {N}}}\right)}, (Tóth та Valtr, 2005)
(використано біноміальні коефіцієнти).

## Порожні багатокутники
Цікаве також питання про те, чи містить досить велика кількість точок у загальному положенні порожній опуклий чотирикутник, п'ятикутник і так далі. Тобто багатокутник, який не містить внутрішніх точок.
Якщо всередині чотирикутника, що існує відповідно до теореми зі щасливим кінцем, є точка, то, з'єднавши цю точку з двома вершинами діагоналі, ми отримаємо два чотирикутники, один з яких опуклий і порожній. Таким чином, п'ять точок в загальному положенні містять порожній опуклий чотирикутник, як видно на ілюстрації. Будь-які десять точок в загальному положенні містять порожній опуклий п'ятикутник (Harborth, 1978). Однак існують як завгодно великі множини точок у загальному положенні, які не містять порожнього опуклого семикутника. (Horton, 1983)
Таким чином, задача про порожні багатокутники не є проблемою теорії Рамсея і в принципі розв'язана.
Питання про існування порожнього шестикутника довгий час залишалося відкритим. Але в (Nicolás, 2007) і (Gerken, 2008) було доведено, що будь-яка досить велика множина точок у загальному положенні містить порожній шестикутник. Сьогодні відомо, що ця множина має містити не більше f(9) (імовірно 129) і не менше 30 точок. (Overmars, 2003)